# Sotero Prieto Rodríguez
Sotero Prieto Rodríguez México (1884 - 1935), fue un matemático mexicano, hijo del Ing. en Minas y profesor de matemáticas Raúl Prieto González Bango y de doña Teresa Rodríguez de Prieto. Fue sobrino de Isabel Prieto de Landázuri, distinguida poetisa, considerada como la primera romántica mexicana. En 1897, a los doce años de edad, llegó a la Ciudad de México e inició sus estudios de preparatoria en el Instituto Colón de don Toribio Soto, terminándolos en la Escuela Nacional Preparatoria en 1901. En 1902 ingresó como alumno en la Escuela Nacional de Ingenieros en donde cursó la carrera de ingeniería civil, la que terminó en 1906, sin que nunca llegase a recibir el título correspondiente.

## Trayectoria
Siendo todavía muy joven se inició en la cátedra y realizó estudios especiales de matemáticas superiores, influyó notablemente en la modificación y el progreso de las investigaciones matemáticas en México, así como en la formación de las -entonces- nuevas generaciones de ingenieros y de estudiantes de ciencias exactas.
Más tarde, en 1932, fundó la Sección de Matemáticas de la Sociedad Científica “Antonio Alzate” -actual Academia Nacional de Ciencias de México,
donde sus alumnos exponían los resultados de sus investigaciones.
Según algunas personas cercanas, se decía que don Sotero Prieto había externado juicio de que si al pasar de los cincuenta años de edad aún no había logrado realizar algún gran descubrimiento en su especialidad, entonces se suicidaría, cosa que nadie le tomaba en serio. Sin embargo, al mediodía del miércoles 22 de mayo de 1935, en la casa número 2 de la calle de Génova, Ciudad de México, cuando se encontraba solo, cumplió trágicamente la promesa que a sí mismo se había hecho. No obstante, de acuerdo con sus familiares, las razones de su suicidio fueron otras.
Fue profesor de Manuel Sandoval Vallarta en la Escuela Nacional Preparatoria y de Alberto Barajas Celis, Carlos Graef Fernández y de Nabor Carrillo Flores en la Escuela Nacional de Ingenieros actualmente Facultad de Ingeniería; Sotero Prieto es, pues, el parteaguas en la historia de las matemáticas en México.